# ان‌اس-۳۹۸
ان‌اس-۳۹۸ (به انگلیسی: NS-398) یک مهارکننده انتخابی کوکس۲ با شناسه پاب‌کم ۴۵۵۳ است. شکل ظاهری این ترکیب، جامد سفید است.